# Landtagswahl in Schleswig-Holstein 2000
- SPD: 41
- Grüne: 5
- SSW: 3
- FDP: 7
- CDU: 33

- Regierung: 46
- Opposition: 43

Die Landtagswahl in Schleswig-Holstein 2000 war die Wahl zum 15. Landtag und fand am 27. Februar 2000 statt. Für die SPD trat erneut Heide Simonis an, für die CDU diesmal der ehemalige Bundesminister der Verteidigung, Volker Rühe. Es war die erste Landtagswahl in Schleswig-Holstein, bei der die Wähler zwei Stimmen hatten.

## Landtagswahl 1996
Bei der vorigen Landtagswahl vom 24. März 1996 hatten SPD (39,8 Prozent der Stimmen) und Bündnis 90/Die Grünen (8,1 Prozent der Stimmen) eine Mehrheit erzielt und eine Koalitionsregierung unter der seit 19. Mai 1993 amtierenden Ministerpräsidentin Heide Simonis gebildet.
Die CDU unter Ottfried Hennig hatte 37,2 Prozent der Stimmen erzielt, die FDP hatte den Einzug in den Landtag mit 5,7 Prozent der Stimmen knapp erreicht.
Der als Partei der dänischen Minderheit von der Fünfprozenthürde befreite SSW war mit zwei Abgeordneten im Landtag vertreten.

## Ergebnis
| Listen                        | Listen            | Erststimmen | Erststimmen | Erststimmen | Zweitstimmen | Zweitstimmen | Zweitstimmen | Mandate | Mandate |
| Listen                        | Listen            | Stimmen     | %           | Mandate     | Stimmen      | %            | Mandate      | Anzahl  | +/-     |
| ----------------------------- | ----------------- | ----------- | ----------- | ----------- | ------------ | ------------ | ------------ | ------- | ------- |
|                               | SPD               | 690.007     | 47,6        | 41          | 630.728      | 43,1         | –            | 41      | +8      |
|                               | CDU               | 567.608     | 39,1        | 4           | 515.421      | 35,2         | 29           | 33      | +3      |
|                               | FDP               | 78.683      | 5,4         | –           | 111.649      | 7,6          | 7            | 7       | +3      |
|                               | GRÜNE             | 63.277      | 4,4         | –           | 91.389       | 6,2          | 5            | 5       | –1      |
|                               | SSW               | 37.114      | 2,6         | –           | 60.367       | 4,1          | 3            | 3       | +1      |
|                               | PDS               | 3.868       | 0,3         | –           | 20.066       | 1,4          | –            | –       | –       |
|                               | NPD               | 1.405       | 0,1         | –           | 15.121       | 1,0          | –            | –       | –       |
|                               | STATT             | 4.716       | 0,3         | –           | 8.663        | 0,6          | –            | –       | –       |
|                               | Frauen            | 519         | 0,0         | –           | 4.089        | 0,3          | –            | –       | –       |
|                               | Graue             | –           | –           | –           | 3.928        | 0,3          | –            | –       | –       |
|                               | PBC               | 1.119       | 0,1         | –           | 2.675        | 0,2          | –            | –       | –       |
|                               | DKP               | 702         | 0,0         | –           | –            | –            | –            | –       | –       |
|                               | Bürgerpartei      | 449         | 0,0         | –           | –            | –            | –            | –       | –       |
|                               | Einzelbewerber    | 441         | 0,0         | –           | –            | –            | –            | –       | –       |
| Gesamt                        | Gesamt            | 1.449.908   | 100         | 45          | 1.464.096    | 100          | 44           | 89      | +14     |
|                               |                   |             |             |             |              |              |              |         |         |
| Ungültige Stimmen             | Ungültige Stimmen | 34.561      | 2,3         |             | 20.373       | 1,4          |              |         |         |
| Wähler                        | Wähler            | 1.484.469   | 69,5        |             | 1.484.469    | 69,5         |              |         |         |
| Wahlberechtigte               | Wahlberechtigte   | 2.135.881   |             |             | 2.135.881    |              |              |         |         |
|                               |                   |             |             |             |              |              |              |         |         |
| Quelle: Statistischer Bericht |                   |             |             |             |              |              |              |         |         |

Die SPD errang sieben Überhangmandate. Die CDU erhielt dafür fünf Ausgleichsmandate, FDP und Grüne jeweils eines. Der Landtag vergrößerte sich dadurch von 75 auf 89 Sitze.
Die rot-grüne Regierungskoalition wurde fortgesetzt und Heide Simonis am 28. März 2000 abermals zur Ministerpräsidentin gewählt.

## Bundespolitische Aspekte
Die Landtagswahl war die erste nach der Aufdeckung der CDU-Spendenaffäre. Diese wird von vielen dafür verantwortlich gemacht, dass die CDU die bis Ende 1999 laut Umfragen greifbar erscheinende Mehrheit für einen Regierungswechsel nicht erreichte. Der Trend gegen Rot-Grün und die im Oktober 1998 unter Bundeskanzler Gerhard Schröder gebildete rot-grüne Bundesregierung schien gestoppt, nachdem Rot-Grün bei den Landtagswahlen 1999 schon mit der Ablösung SPD-geführter Landesregierungen durch CDU-geführte in Hessen und im Saarland die Mehrheit im Bundesrat verloren und die CDU danach auch noch in Thüringen die absolute Mehrheit erobert hatte.